# فنتیسیلین
فنتیسیلین(به انگلیسی: Pheneticillin یا phenethicillin) یک آنتی بیوتیک از دسته پنی سیلین‌ها است. این دارو توسط سازمان غذا و داروی آمریکا برای استفاده در ایالات متحده تأیید نشده است. 